# Гапоновичі (Мінська область)
Гапоновичі (біл. вёска Гапонавічы) — село в складі Крупського району Мінської області, Білорусь. Село підпорядковане Крупській сільській раді, розташоване в східній частині області.